# Alex Castañeda Flores
Alex Castañeda Flores (Santiago de Chile, 14 de marzo de 1963) es un exfutbolista profesional y entrenador chileno; internacional con la selección de fútbol de Chile que representó a Chile en los Juegos Panamericanos de Caracas de 1983.
Como futbolista se desempeñaba en la posición de lateral derecho.

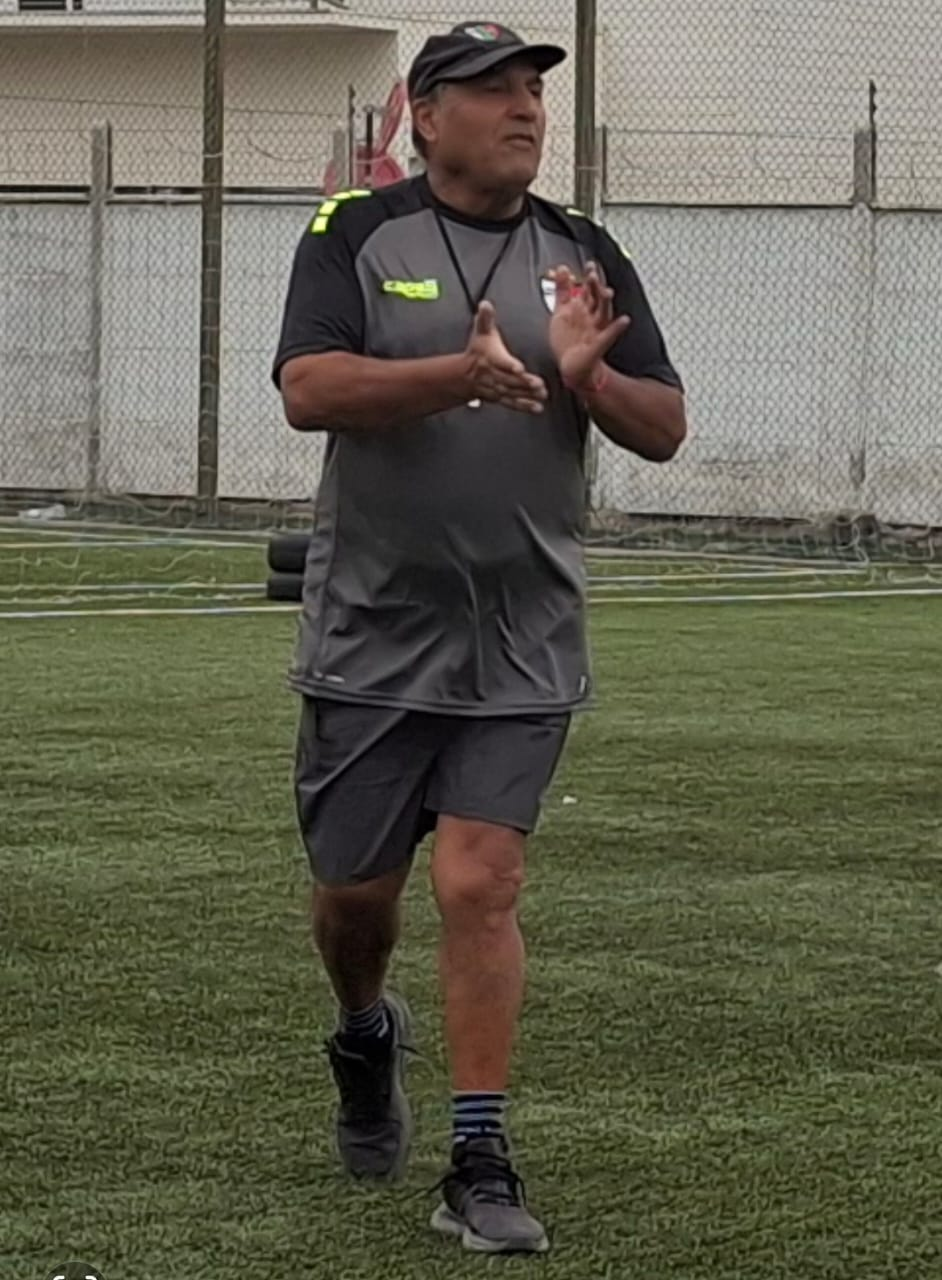

## Trayectoria
Sus inicios fueron en las canchas de su natal comuna de La Granja (Chile), donde llamó la atención de su vecino Manuel Rojas Zúñiga, quien lo llevó a las divisiones inferiores del Club Deportivo Palestino, debutando por el primer equipo en 1983, y siendo parte del plantel subcampeón del torneo de 1986. Tuvo pasos por Deportes Valdivia y Magallanes. 
Como entrenador, se ha dedicado principalmente al fútbol formativo, tiene escuelas de fútbol en Lampa y La Granja.